# Gornji Hruševec
Gornji Hruševec – wieś w Chorwacji, w żupanii zagrzebskiej, w gminie Kravarsko. W 2011 roku liczyła 240 mieszkańców.